# Богопольський Хаїм Бенціонович
Хаїм Бенціонович Богопольський (7 лютого 1891 , Кишинів, Бессарабська губернія  — 11 жовтня 1937 , Москва ) — молдавський радянський партійний діяч, відповідальний секретар Молдавського обласного комітету КП(б)У.

## Біографія
Народився 7 лютого 1891 року в єврейській родині в місті Кишинів, тепер Молдова. Працював столяром.
Брав участь в революційному русі, з 1905 року був членом Партії соціалістів-революціонерів.
Член РКП(б) з 1918 року.
У 1919 році — голова Тимчасового Кишинівського комуністичного партійного комітету. У 1920 році був заарештований румунською владою і, не витримавши катувань, видав сигуранці підпільну друкарню і партійний архів. Отримав вирок смертної кари, зміненої на пожиттєве ув'язнення. У 1922 році амністований. Тоді ж емігрував в СРСР. 
У 1923—1924 роках працював уповноваженим у справах політичних емігрантів. Брав активну участь в створенні і розвитку Молдавської АРСР.
У 1925—1928 роках — голова Президії Молдавської обласної ради професійних спілок.
27 грудня 1928 — березень 1930 р. — відповідальний секретар Молдавського обласного комітету КП(б)У.
До березня 1937 року — конструктор меблів на заводі № 161 в Москві.
Заарештований 13 березня 1937 року в Москві, розстріляний 11 жовтня 1937 року. Реабілітований.